# Schlacht an der Route Coloniale 4
Haiphong – Hanoi – Papillon – Léa – Ceinture – Route Coloniale 4 – Vĩnh Yên – Mạo Khê – Sông Đáy – Hòa Bình – Nghia Lo
– Lorraine – Nà Sản – Bretagne – Adolphe – Laos I – Atlante – Camargue – Hirondelle – Brochet – Mouette – Laos II – Điện Biên Phủ –  Mang-Yang-Pass
Als Schlacht an der Route Coloniale 4 bezeichnet man eine Reihe von Gefechten vom 30. September bis zum 7. Oktober 1950 im Indochinakrieg zwischen den Việt Minh und französischen Truppen im Norden des Landes nahe der Grenze zu China. Dabei wurden die eingesetzten französischen Einheiten auf dem Rückzug aus der Grenzregion größtenteils aufgerieben. 

## Hintergrund

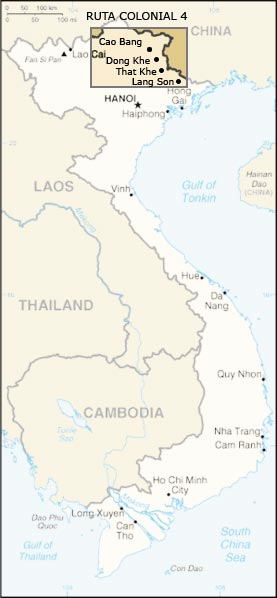
Lage der Grenzregion mit den größeren Ansiedlungen innerhalb Vietnams

Die Grenzregion Vietnams zu China war eine Hochburg der Việt Minh. Seit dem Sieg der kommunistischen Kräfte im Bürgerkrieg 1949 nutzten die Vietnamesen China als Rückzugsraum und wurden von ihrem Nachbarn mit Nachschub- und Waffenlieferungen sowie Ausbildung und Militärberatern unterstützt. Im September 1950 verfügte der vietnamesische Oberkommandierende Võ Nguyên Giáp über rund 30 Bataillone inklusive Artillerie. Damit waren seine Truppen, abgesehen von der Luftwaffe und Motorisierung, an Feuerkraft dem französischen Expeditionskorps ebenbürtig. Die französische Militärführung unterschätzte die Kräfte des Viet Minh um rund ein Drittel. Außerdem war der französischen Seite nicht klar, dass die Viet Minh mit chinesischer Hilfe seit 1949 ihre Einheiten in Bewaffnung und Ausbildung auf den Stand regulärer Infanteriekräfte bringen konnten.
Giáp plante, die an der einzigen Verkehrsader der Region, der nur sehr gering ausgebauten Route Coloniale 4, aufgereihten französischen Stützpunkte nach der Regenzeit mit einer Offensive im Herbst auszuschalten. Dazu zog Giáp 14 Infanterie- und drei Artilleriebataillone in der Region zusammen. Die Gefechte wurden von der Truppe an eigens errichteten Modellen der französischen Befestigungen in That Khe, Dong Khe und Cao Bằng intensiv im Vorfeld geübt.
Die französischen Streitkräfte verfügten 1950 über 250.000 Militärangehörige in Indochina. 150.000 waren einheimische Einheiten und lokale Hilfskräfte. Rund 100.000 stellten das französische Expeditionskorps aus regulären Truppen der Armée de Terre, der Legion und der Kolonialtruppen. In Tonkin, der Region, in welcher die kommunistische Guerilla am stärksten war, waren nur rund 53.000 französische Kräfte stationiert. Diese waren mehrheitlich für Sicherheitsaufgaben im dicht besiedelten Delta des Roten Flusses disloziert und standen nicht als mobile Einheiten zur Verfügung. Der französische Oberbefehlshaber Marcel Carpentier war sich der Schwäche seiner Außenposten im Nordwesten Tonkins bewusst. Er plante, Cao Bằng Mitte Oktober evakuieren zu lassen. Vorher sollte jedoch noch die Siedlung Thai Nguyen eingenommen werden, um der Öffentlichkeit einen Kontrast zur Aufgabe Cao Bằngs präsentieren zu können.

## Verlauf
Am 16. September 1950 griffen vier bis fünf Bataillone der Việt Minh, unterstützt durch Mörser und Rohrartillerie, den von zwei Legionskompanien verteidigten Stützpunkt Dong Khe an. Nach 52 Stunden zogen sich die letzten französischen Überlebenden in den Dschungel zurück. 32 Mann konnten sich bis zu den französischen Linien durchschlagen. Damit war das rund 25 Kilometer nördlich liegende Cao Bằng abgeschnitten und die dortige Garnison in Gefahr, eingeschlossen und vernichtet zu werden.
Carpentier plante, die abgeschnittene Garnison kämpfend entlang der Route Colonial zurückzuziehen. Ihr sollten Kräfte aus dem Süden aus That Khe entgegenkommen. Infolge dieses Plans sprang am 18. September das 1. Fallschirmjägerbataillon der Legion in der Nähe von That Khe ab. Die südlichen Kräfte unter Colonel Marcel Le Page mit rund 3500 Mann setzten sich am 30. September Richtung Norden entlang der Route Coloniale 4 in Bewegung.
Cao Bằng wurde per Luftweg um ein Bataillon marokkanischer Kolonialtruppen verstärkt. Die Garnison verfügte über rund 2.600 Soldaten. Mit ihr flüchteten rund 500 Zivilisten. Der Garnison wurde am 3. Oktober befohlen, sich unter Zurücklassung der Fahrzeuge und des schweren Gerätes entlang der RC 4 in Richtung That Khe durchzuschlagen. Der Kommandeur Colonel Charton wollte jedoch die Fahrzeuge nicht dem Feind überlassen und ließ seine Truppen motorisiert die Ausweichbewegung antreten.
In der Nacht vom 3. zum 4. Oktober wurden beide französische Kolonnen entlang der Route Coloniale gestoppt. Die Kommandeure erhielten den Befehl, unter Zurücklassung ihrer Fahrzeuge durch den Dschungel vorzugehen. Am 7. Oktober konnten sich beide Gruppen unter schweren Verlusten südlich von Dong Khe vereinigen. Unter dem Druck der verfolgenden Viet Minh brach die Fähigkeit der Truppe, organisierten Widerstand zu leisten, jedoch rasch zusammen. Einen Tag nach dem Zusammentreffen erteilten die Kommandeure ihren Soldaten den Befehl, sich in kleinen Gruppen durch den Dschungel in Richtung der französischen Linien durchzuschlagen.

## Folgen

Machtverhältnisse im Indochinakrieg 1950

Im Rahmen der Kämpfe hatten die französischen Streitkräfte 4800 Vermisste und Tote zu beklagen. Rund 1200 gingen in Gefangenschaft. Nur rund 600 der in den Dschungel abmarschierten Soldaten kehrten zu den französischen Linien zurück. Die Gefechte in der Grenzregion bedeuteten die erste in der öffentlichen Wahrnehmung des Mutterlandes auftauchende Niederlage im Indochinakrieg. Als Reaktion darauf räumte die französische Führung die unwegsame Grenzregion, welche somit vollkommen unter Kontrolle der Viet Minh fiel. Darüber hinaus erbeutete der Viet Minh einen Teil der 450 Lastfahrzeuge, 950 Maschinengewehre, 100 Mörser und 10.200 Gewehre und Maschinenpistolen, welche die französischen Truppen in der Schlacht zurücklassen mussten. Die Việt Minh hatten von rund 30.000 eingesetzten Soldaten rund 9.000 durch Tod verloren. Die von den Viet Minh erbeuteten Vorräte und Kriegswaffen reichten für die Ausrüstung einer ganzen Division.
Auf internationaler Ebene führte die Niederlage zu einer stärkeren Unterstützung der US-Regierung für Frankreich, da aufgrund des gleichzeitig stattfindenden Koreakriegs die Geschlossenheit des westlichen Lagers gegenüber der vormaligen kritischen Haltung zum französischen Kolonialismus in Washington den Vorzug erhielt. Sowohl Marcel Carpentier als auch sein ziviler Widerpart Hochkommissar Léon Pignon wurden als Befehlshaber in Indochina abberufen und durch General Jean de Lattre de Tassigny ersetzt, der mit beiden Ämtern betraut wurde. Auf politischer Ebene fasste die Regierung den bisher abgelehnten Schritt der Bildung einer vietnamesischen profranzösischen Nationalarmee ins Auge.
Die Việt Minh hatten bei den Gefechten um Dong Khe ein Filmteam unter Leitung von Khuong Me vor Ort. Das entstandene Material wurde zu einem Film verarbeitet und im selben Jahr auf den Weltfestspielen der Jugend und Studenten in Ostberlin gezeigt. Der Oberst und Veteran der Schlacht Dang Van Viet veröffentlichte ein Buch über die Kämpfe.